# یوبریک‌آی‌فیکس
یوبریک‌آی‌فیکس (انگلیسی: UBreakiFix) یک فروشگاه تعمیر وسایل الکترونیکی است که در سال ۲۰۰۹ تأسیس شد و در حال حاضر در بیش از ۷۷۵ مکان وجود دارد. این فروشگاه‌ها عمدتاً در ایالات متحده واقع شده‌اند، اگرچه حق امتیاز در کانادا و جزایر کارائیب نیز وجود دارد. آنها بیشتر برای تعمیر انواع لوازم الکترونیکی خانگی شناخته می‌شوند. در اوت ۲۰۱۹، یوبریک‌آی‌فیکس توسط آسوریون، که یک شرکت بیمه است خریداری شد.